# Spin State
Spin State (titre original : Spin State) est un roman de science-fiction, de thème postcyberpunk de Chris Moriarty, publié en 2003. Il s’agit du premier roman de la série Spin.

## Contexte
L'action se passe dans un futur lointain, probablement plus de dix mille ans après l'époque actuelle. La terre ravagée par les bouleversements climatiques, n'est plus habitable, mais est en voie de réhabilitation. 
L'humanité occupe une série de satellites en orbite autour de la Terre, les planètes du système solaire et plusieurs systèmes stellaires autour de la Terre sur lesquels travaux de terraformation sont entrepris. 
Les voyages interstellaires sont effectués à vitesse supraluminique ou par transfert de données dans l'espace « spinien ». L'espace « spinien », dimension supplémentaire de l’espace où la correspondance de spin permet la transmission instantanée d'information. Ce transfert est rendu possible par l'utilisation de cristaux de « condensat de Bose-Einstein » appariés. Ces cristaux ont été découverts sur une seule planète, le Monde de Compson, gravitant autour de l'étoile 51 Pegasi à 51 années de lumière de la Terre.
L'ONU gère la sécurité des mondes colonisés, qui ont souvent conservé l'ethnicité des anciennes nations terriennes. Le Conseil de Sécurité de Nations unies (CSNU) est basé sur Alba, une planète de système de l'étoile de Barnard.
Les IA, (Intelligences artificielles sont devenues émergentes, c'est-à-dire ont leur propre conscience. Leur association, le FEVA revendique pour les IA l'obtention de la citoyenneté au sein de l'ONU.
Les Ligues sont des anciennes colonies humaines qui ont pratiqué le clonage et la sélection génétique d’une façon généralisée. Quand les modifications génétiques ont été interdites par l'ONU, il s'est ensuivi une guerre meurtrière entre l'ONU et les Ligues pour la défense ou la conquête de systèmes planétaires. Quand l'ONU a utilisé la technologie apportée par les condensats de Bose-Einstein, l'espace onusien a obtenu une supériorité technologique, qui a permis à l'humanité de gagner la paix avec les Ligues. Le conflit prenant la voie de guerre froide au cours de laquelle les Ligues cherchent à s'approprier la technologie des cristaux.

## Technologie
- De nombreux humains sont équipés d'interface (wetware) et d'implants de condensats de Bose-Einstein qui leur permettent de communiquer par le moyen du réseau « spin » et par l'intermédiaire de relais orbitaux, à la totalité des systèmes stellaires. Les humains se placent dans une réalité virtuelle qui leur permettent de se déplacer virtuellement n'importe où.

- Les IA émergentes gèrent les systèmes de communication, les stations orbitales ou effectuent des missions spécifiques. Les IA peuvent se connecter aux interfaces des humains et, avec l'accord de leur hôte, peuvent en prendre le contrôle. Cela leur permet d'intervenir dans le monde réel et de rencontrer leur interlocuteur humain. Généralement les IA rétribuent leur hôte support.

- Les technologies de « wetware » les plus développées peuvent être illégales.

- Les « assemblages » sont des humains ayant eu des reconstructions génétiques comme celles pratiqués par les Ligues, leur performances physique et leur statut non-humain les font employer dans des tâches que les humains ne peuvent effectuer, ou alors sont considérés comme des parias.

- Les transferts d'un système stellaire à un autre se font en cale cryogénique dans des transporteurs Bose-Einstein.

## Principaux personnages
- Catherine Li est le personnage central du roman. Elle est commandant dans les forces armées du CSNU, et a effectué une trentaine de missions sur différentes systèmes planétaires. Catherine est au trois-quart humaine et pour un quart d'assemblage génétique.
- Cohen est une IA émergente, elle est parmi les plus anciennes IA et les plus puissantes. Elle travaille pour son propre compte et pour les forces de sécurité de l'ONU.

## Autres personnages
- Le général Nguyen commande les forces spéciales du CSNU, elle est la supérieure hiérarchique directe de Catherine Li.
- Hannah Sharifi est une scientifique à l'origine des transports de Bose-Einstein. Elle est parmi les plus anciens assemblages génétiques. Li est de la même séquence génétique qu'elle. Hanna Sharifi trouve la mort lors d'un incendie dans une mine de cristaux sur le Monde de Compson, alors qu'elle y effectuait des recherches scientifiques, visant à la création de cristaux artificiels. Catherine Li est envoyée par Nguyen sur le monde de Compson pour enquêter sur sa mort suspecte.
- Haas est le directeur de la SMA, Société Minière de l'Anaconda qui exploite les mines de condensat de Bose-Einstein sur le monde de Compson.
- Jan Voyt est le chef de la sécurité de la station du Monde de Compson, il est tué dans l'incendie qui a tué Sharifi. Li est envoyée sur le Monde de Compson pour le remplacer.
- Brian McCuen est lieutenant de la milice planétaire du Monde de Compson.
- Karl Kintz est capitaine de la milice planétaire.

## Innovation technologiques
Le roman est fertile par la description de la mise en œuvre d'innovations technologiques dans le domaine de la communication.

## Nomination
Spin State a été nommé au prix Locus du meilleur premier roman 2004 ainsi qu'au prix Philip-K.-Dick 2004.